# Rue Auguste Snieders
Pour les articles homonymes, voir Auguste.
La rue Auguste Snieders (en néerlandais : Auguste Sniedersstraat) est une rue bruxelloise de la commune de Schaerbeek qui va de la rue Anatole France à l'avenue Zénobe Gramme.

## Histoire et description
La rue porte le nom d'un écrivain belge, Auguste Snieders, né aux Pays-Bas à Bladel en Netersel le 8 mai 1825 et mort à Borgerhout le 19 novembre 1904.
La numérotation des habitations va de 1 à 37 pour le côté impair et de 2 à 46 pour le côté pair.